# Сидејлија (Мисури)
Сидејлија (енгл. Sedalia) град је у америчкој савезној држави Мисури.

## Демографија
По попису из 2010. године број становника је 21.387, што је 1.048 (5,2%) становника више него 2000. године.
| Група             | 2000.          | 2010.          |
| Белци             | 17.717 (87,1%) | 17.570 (82,2%) |
| Афроамериканци    | 1.007 (5,0%)   | 1.103 (5,2%)   |
| Азијати           | 81 (0,4%)      | 146 (0,7%)     |
| Хиспаноамериканци | 1.129 (5,6%)   | 1.931 (9,0%)   |
| Укупно            | 20.339         | 21.387         |

## Партнерски градови
- Јасберењ